# Boris Filan
Boris Filan (Pozsony, 1949. június 30. –) szlovák dalszövegíró, költő, író, dramaturg, forgatókönyvíró.

## Élete
1972-ben a pozsonyi egyetemen szerzett film és televíziós forgatókönyvíró és dramaturg diplomát. 1973 és 1987 között a Csehszlovák Televízió irodalmi szerkesztőjeként tevékenykedett Pozsonyban. 2000-ben elnyerte a Tam Tam 3 című könyvével a legtöbb példányban eladott könyv után járó díjat. 2009-ben Zlaté pero (Arany toll) díjban részesült a Dole vodou könyvéért. Ugyan ebben az évben Klimtov bozk (Klimtov csókja) műve lett az év szerelmes regénye Szlovákiában. 2011 januárjában a Krištáľového krídla (Kristály szárnyak) 2010-es díját nyerte el irodalom kategóriában.

## Könyvei
- Túlavý psík (dalszövegek, 1987)
- Paternoster (történetek, 1991)
- Puki (gyerekkönyv, 1991)
- Tam-tam (útikönyv, 1993)
- Nový Tam-tam (útikönyv, 1995)
- 69 textov (dalszövegek, 1996)
- Tam-tam 3 (útikönyv, 1999)
- Pálenica (2001)
- Tri opice (2003)
- Nočný Tam-tam (2002)
- Kamalásky (dalszövegek, 2004)
- Posledný Tam-tam (útikönyv, 2004)
- Ľubošova flinta (2005)
- Wewerka (2006)
- Tam-tam plus (2007)
- Bratislavské krutosti (2008)
- Slávne texty slávnych piesní – Boris Filan (dalszövegek, 2008)
- Dole vodou (2009)
- Klimtov bozk (2009)
- PrešpoRock (2010)
- Tajomstvo Budhovho úsmevu (2010)
- Rozhovor Majstra s hlúpym žiakom (2011)
- Raba Suli Bratislava III (2011)
- Ako išlo oko na vandrovku (2012)
- Zabíjačka a iné rozkoše (2012)
- Vodka, duša, kaviár (2013)